# فرانك دوبوسك
فرانك دوبوسك (بالفرنسية: Franck Dubosc )‏
```
(و. 
1963  
م
) هو 
ممثل هزلي
، وفنان ملاهي، 
وكاتب سيناريو
، 
ومخرج أفلام
 فرنسي.
```

## وصلات خارجية
- فرانك دوبوسك على موقع IMDb (الإنجليزية)
- فرانك دوبوسك على موقع ألو سيني (الفرنسية)
- فرانك دوبوسك على موقع ميوزك برينز (الإنجليزية)
- فرانك دوبوسك على موقع أول موفي (الإنجليزية)
- فرانك دوبوسك على موقع قاعدة بيانات الأفلام السويدية (السويدية)
- فرانك دوبوسك على موقع ديسكوغز (الإنجليزية)
- فرانك دوبوسك على موقع قاعدة بيانات الفيلم (الإنجليزية)
- فرانك دوبوسك على موقع كينوبويسك (الروسية)